# Bogusław Smólski
Bogusław Ludwik Smólski (ur. 29 maja 1947 w Raciborzu) – profesor nauk technicznych, specjalista w zakresie elektroniki mikrofalowej, interferometrii, techniki mikrofalowej oraz techniki urządzeń radarowych. Generał brygady Wojska Polskiego, były komendant – rektor Wojskowej Akademii Technicznej, pierwszy dyrektor Narodowego Centrum Badań i Rozwoju (2007–2010).

## Życiorys
Jest absolwentem Wydziału Elektroniki Wojskowej Akademii Technicznej w Warszawie z 1970. W 1977 uzyskał stopień doktora a w 1981 stopień doktora habilitowanego na Wydziale Elektroniki Wojskowej Akademii Technicznej. W 1992 z rąk Prezydenta RP Lecha Wałęsy otrzymał tytuł profesora nauk technicznych.
W latach 1985–1993 Komendant-Dziekan Wydziału Elektroniki Wojskowej Akademii Technicznej, od 2003 do 2007 Rektor Wojskowej Akademii Technicznej. W 1997 awansowany do stopnia generała brygady.
Od 1990 do 1993 doradca Ministra Łączności. W latach 1993–2003 zajmował kierownicze stanowiska w Ministerstwie Obrony Narodowej, m.in. Dyrektora Departamentu Rozwoju i Wdrożeń MON i Radcy Ministra. W latach 2001–2002 członek Rady Telekomunikacji, a w latach 2003–2006 przewodniczący Komisji Szkolnictwa Wyższego Rady Wyższego Szkolnictwa Wojskowego i Nauki. W 2007 pełnomocnik ministra obrony narodowej ds. reformy szkolnictwa wojskowego oraz członek Prezydium Państwowej Komisji Akredytacyjnej. W latach 2007–2010 członek Zespołu ds. Nagród Prezesa Rady Ministrów RP.
Od 1983 jest członkiem  Komitetu Elektroniki i Telekomunikacji PAN. Od 1993 członek (a w latach 1993–1995 wiceprzewodniczący) Polskiego Oddziału AP/AES the Institute of Electrical and Electronics Engineers (USA). W latach 1994–2000 członek Komisji Badań Stosowanych Komitetu Badań Naukowych. Od 1995 członek, a od 2001 do 2006 r. przewodniczący Rady Dyrektorów Polskiego Oddziału Armed Forces Communications and Electronics Association (USA). W latach 1996–1998 Członek Rady Agencji Techniki i Technologii. Od 1995 w Radach Naukowych Instytutu Łączności i Instytutu Technicznego Wojsk Lotniczych. Od 1997 członek Rady Naukowej OBRUM Gliwice, a od 1999 Rady Naukowej Przemysłowego Instytutu Telekomunikacji, od 2003 do 2007 jej Przewodniczący. W latach 2000–2006 członek Rady Naukowej Wojskowego Instytutu Łączności, a od 2003 do 2011 Rady Naukowej Centrum Techniki Morskiej.
Od 1982 współorganizator oraz członek Komitetu Naukowego International Conference on Microwaves MIKON. Od 2003 członek Komitetu Programowego European Radar Conference EuRAD.
Od 2004 członek Prezydium Konferencji Rektorów Akademickich Szkół Polskich (KRASP), a od 2005 przewodniczący Komisji Nauki KRASP. W latach 2004–2007 przewodniczył Konferencji Rektorów Polskich Uczelni Wojskowych. Koordynator Konsorcjum Polskiej Platformy Technologicznej Systemów Bezpieczeństwa oraz przewodniczący Zespołu Naukowo-Przemysłowego Rady Uzbrojenia MON do 2007.
Od 2007 do końca 2010 organizator, a następnie pierwszy dyrektor Narodowego Centrum Badań i Rozwoju.
Członek Rady Wydziału Elektroniki i Senatu Wojskowej Akademii Technicznej. Od 2012 członek Rady Wykonawczej Stowarzyszenia Euro-Atlantyckiego. Od 2013 Przewodniczący Rady Naukowo-Doradczej PIT – RADWAR S.A. W 2015 wybrany przewodniczącym Komitetu Elektroniki i Komunikacji Polskiej Akademii Nauk.   
Jest autorem lub współautorem 5 podręczników akademickich, około 100 artykułów i referatów naukowych oraz 8 patentów. Jest promotorem 9 zakończonych przewodów doktorskich, recenzentem wielu rozpraw doktorskich, habilitacyjnych oraz wniosków o nadanie tytułu profesora.
Odznaczony m.in. Krzyżem Oficerskim Orderu Odrodzenia Polski, Krzyżem Kawalerskim Orderu Odrodzenia Polski, Srebrnym Krzyżem Zasługi, belgijskim Krzyżem Kawalerskim Merite de L’Invention, Medalem Euro-Atlantyckim, Medalem Honorowym Stowarzyszenia Polskich Wynalazców i Racjonalizatorów im. Tadeusza Sendzimira oraz wieloma medalami resortowymi.